# نرنشتتن
نرنشتتن (به آلمانی: Nerenstetten) یک شهر در آلمان است که در الب-دانو-کریس واقع شده‌است. نرنشتتن ۳۵۵ نفر جمعیت دارد.